# Szumleś Królewski
Szumleś Królewski (kasz. Królewsczi Szumlés) – wieś kaszubska w Polsce położona w województwie pomorskim, w powiecie kościerskim, w gminie Nowa Karczma w pobliżu drogi wojewódzkiej nr 226.
W latach 1975–1998 miejscowość administracyjnie należała do województwa gdańskiego.

## Nazwy źródłowe miejscowości
kasz. Krolewsczi Szénflis, niem. Königlich Schönfliess, dawniej Szumles, Szumliesza